# Operation Verbrannte Erde
Operation Verbrannte Erde (arabisch عملية الأرض المحروقة engl.: Operation Scorched Earth; siehe: Verbrannte Erde) war eine militärische Offensive des jemenitischen Militärs gegen die Huthi-Rebellen im nördlichen Gouvernement Saʿda ab August 2009. Diese Militäraktion war die fünfte Welle der Gewalt im Huthi-Konflikt der zaiditisch-schiitischen Huthis gegen die Regierung. Im November 2009 schwappten die Kampfhandlungen auch über die Grenze ins benachbarte Saudi-Arabien, woraufhin Saudi-Arabien selbst in die Kämpfe eingriff und sogar in den Jemen eindrang: die erste militärische Operation seit 1991, die von Saudi-Arabien durchgeführt wurde.

## Hintergrund
Scharmützel und Gefechte zwischen den beiden Seiten begannen bereits im Juni 2009. Neun Ausländer wurden von einem Picknick in der Region Saada entführt und bald darauf wurden die Leichen von dreien, einem südkoreanischen Lehrer und zwei deutschen Krankenschwestern entdeckt. Fünf Deutsche, darunter drei Kinder, und ein Brite werden noch immer vermisst. Unklar ist auch, wer die Entführung veranlasst hatte. Anfangs ließen die Behörden verlauten, die Gruppe sei von Huthi-Rebellen entführt worden. Später berichtete die jemenitische Nachrichtenagentur, dass die Huthi Drogen-Kartelle für die Entführung und Tötung der drei Ausländer verantwortlich machten. Ein Sprecher der Rebellen benannte auch Stämme vor Ort als die Hauptverantwortlichen.
Ein Regierungskomitee kritisierte die Kämpfer dafür, dass sie sich nicht an eine Vereinbarung des Präsidenten gehalten hatten, in der er 2008 dazu aufgefordert hatte, die Feindseligkeiten zu beenden. Im Juli und Anfang August 2009 berichteten lokale Behörden, dass die Rebellen größere Gebiete des Gouvernements unter ihre Kontrolle gebracht hätten. Sie besetzten einen wichtigen Militärposten in der Nähe der Metropole an einer strategisch wichtigen Straße, die die Hauptstadt Sanaa mit Saudi-Arabien verband.

## Verlauf

### August–September 2009
Die Regierung verkündete, dass sie mit "eiserner Faust" gegen die Rebellen vorgehen werde und jemenitische Truppen mit Panzern und Kampfflugzeugen führten eine Großoffensive auf die Stützpunkte der Rebellen am 11. August 2009. Luftwaffe, Artillerie und Raketen nahmen die Distrikte Malaheedh, Mahadher, Khafji und Hasama unter Feuer und auch das Hauptquartier des Rebellenführers Abdul-Malik al-Huthi. Nach zweitägigem Bombardement sandte die jemenitische Regierung den Rebellen Bedingungen für eine Feuerpause zu, darunter auch die Forderung nach Informationen über das Schicksal der sechs Europäer, die im Juni verschwunden waren. Die Rebellen wiesen diese Bedingungen zurück und die Kämpfe dauerten an. Nach drei Wochen wurde die Provinzhauptstadt Saʿda von der Kommunikation abgeschnitten, nachdem die Rebellen einen Sendemast in der Provinz Amran gesprengt hatten. Die Rebellen ließen sich aus der Umgebung von Saʿda und aus den alten Bergfestungen rund um die Stadt nicht vertreiben.
Im September wurde das erste Mal eine Feuerpause vereinbart. Innerhalb einer Woche kamen die Kämpfe jedoch zu einem neuen Höhepunkt, und die Huthis behaupteten, umfangreiche Landgewinne erzielt zu haben. Die jemenitische Armee drängte darauf, die Straße zu sichern, die Saʿda mit Harf Sufyan verband. Dazu bombardierten sie die Straße um "Minen zu räumen" ("demine", "remove roadside bombs") für humanitäre Transporte. Am 17. September forderte ein Luftschlag mehr als 80 Menschenleben in einem Flüchtlingslager im Gouvernement ʿAmrān. Eine Gruppe von Flüchtlingen besetzte die Camps von jemenitischen Piloten, daraufhin bombardierten die Streitkräfte wiederum Zivilisten. Rebellen und Regierungstruppen lieferten sich noch am selben Tag um Saʿda schwere Gefechte. Die jemenitische Presse und offizielle Militärs behaupteten, dass mehrere Anführer der Huthi unter den Toten waren.

### Angriffe während des Fastenbrechens
Eine weitere Feuerpause wurde am 19. September anlässlich des Eid ul-fitr vereinbart. Die Regierung kündigte an, dass die Feuerpause drei Tage anhalten solle, mit der Möglichkeit eine permanente Waffenruhe unter bestimmten Bedingungen zu vereinbaren. Die Huthi antworteten, dass sie die Feuerpause einhalten wollten, wenn es zu einem Austausch von Gefangenen käme. Einige der Gefangenen seien vier Jahre lang in Gefangenschaft gewesen.
Jedoch klagten sich beide Seiten gegenseitig an, die Waffenruhe nicht eingehalten zu haben. Die Huthi berichteten, dass die Regierung die Luft- und Raketenangriffe weitergeführt habe, während die Regierung behauptete, dass die Huthi Attacken in den Provinzen Amran und Saada durchgeführt hätten. Ein Bericht des Human Rights Watch schildert eine Attacke der Huthi auf das Dorf Mudaqqa am 16. September, woraufhin die Regierung mit Bombenangriffen reagierte.
Die Rebellen zogen ihre Einheiten zusammen und attackierten am nächsten Tag Saʿda aus drei verschiedenen Richtungen vor Tagesanbruch. Hunderte Angreifer mit wenigstens 70 Fahrzeugen griffen die Checkpoints in der Stadt an und versuchten, den Regierungs-Palast zu stürmen. Nach vierstündiger Schlacht wurde der Angriff mit Hilfe der Luftwaffe zurückgeschlagen. Die Regierung berichtete von 153 getöteten Rebellen und 70 Gefangenen, während sie nur 2 Todesfälle und 20 Verwundete beklagte.

### Oktober 2009
Die Kämpfe zogen sich weiter in den Oktober, als die Rebellen verlauteten, sie hätten die Stadt Munabbih eingenommen, einen von fünfzehn Distrikten des Gouvernement Saʿda.
Am 2. Oktober verkündeten sie, dass sie eine MiG-21 der Jemenitischen Luftstreitkräfte im Distrikt Al Sha'af abgeschossen hätten. Ein ranghoher jemenitischer Militär widersprach dem und behauptete, das Flugzeug sei durch einen technischen Defekt abgestürzt. Im Widerspruch zu den staatlichen Medien behauptete ein anderer Militärkommandant, dass das Flugzeug in "geringer Höhe geflogen sei" und getroffen wurde. Nur drei Tage später stürzte ein Suchoi-Jet nordöstlich von Saʿda im Alanad-Distrikt ab; auch diesmal beanspruchten die Rebellen einen Abschuss, während die Regierung weiter von technischen Defekten sprach. Weitere Berichte behaupteten, dass diese Flugzeuge abgeschossen worden seien und dass Agenten der Hisbollah mit schultergestützten Boden-Luft-Raketen dafür verantwortlich seien. Sowohl die saudische Al-Arabiya als auch die kuwaitische Al-Seyassah-Nachrichtenagenturen berichteten, dass eine Gruppe von Hisbollah-Kämpfern aus dem Libanon getötet, beziehungsweise gefangen genommen worden sei.
Die offizielle jemenitische Nachrichtenagentur verzeichnete weitere schwere Kämpfe in Saʿda am 9. Oktober, wobei die Houthis Selbstmordangriffe verübten und Landgewinne erzielten, bevor die Regierungstruppen die Oberhand gewannen und etwa 100 Personen töteten und mehr als 280 verwundeten. Dutzende weitere Tote wurden in den folgenden Tagen verzeichnet. In der zehnten Woche der Offensive eroberten die Rebellen eine Militärbasis an der saudischen Grenze im Distrikt Razih. Die Kämpfer eroberten außerdem ein Militär-Zentrum, ein Regierungsgebäude und den Flughafen.
Im Oktober schlossen sich auch somalische Verbände den Houthis an. Etwa 200 somalische Rekruten kamen per Boot über das Rote Meer und wurden hauptsächlich für Selbstmordmissionen in der Stadt Saʿda eingesetzt. Die Regierung sprach später davon, dass 28 Somalier gefangen genommen worden seien. Andere Quellen berichteten, dass die Somalier vor allem für Schanzarbeiten eingesetzt wurden (Schützengräben und Munitionsverstecke). Im Dezember klagte ein somalischer Diplomat, dass viele somalische Flüchtlinge von den Huthi auf der Flucht nach Saudi-Arabien abgefangen und entführt würden. Viele seien ermordet worden.

### Einmischung der Saudis
Anfang November klagten die Rebellen, dass Saudi-Arabien der jemenitischen Armee erlaubte, Attacken von saudischem Gebiet von der Militärbasis Jabal al-Dukhan aus auszuführen, dies wurde von der jemenitischen Regierung dementiert.
Damit schwappte der Konflikt auch ins benachbarte Saudi-Arabien und am 3. November wurde eine saudische Grenzpatrouille bei einem grenzüberschreitenden Angriff aus dem Hinterhalt attackiert, wobei ein Soldat getötet und elf weitere verwundet wurden. Ein zweiter Soldat erlag später seinen Verletzungen.
Nach diesem Vorfall verlegte Saudi-Arabien Truppen an die Grenze und griff am 5. November Stellungen der Huthi an. Dabei wurden F-15-Bomber und Tornado Jets eingesetzt. Saudi-Arabien dementierte, Ziele innerhalb des Jemen anzugreifen, aber sechs jemenitische Orte erlebten Raketenangriffe. Einer davon umfasste mehr als 100 Raketen in einer Stunde. Anwohner der Küstenstadt Dschāzān berichteten von Fluglärm und Armee-Konvoys, die sich in Richtung Grenze bewegten. Auch das King Fahd Hospital in der Stadt wurde in Alarmbereitschaft gesetzt um sich auf die Versorgung von Verwundeten einzurichten. Ein saudischer Regierungsberater sagte später, dass noch keine Entscheidung darüber getroffen worden sei, Truppen über die Grenze zu entsenden, dass Riad jedoch die Rebellen nicht länger dulden wolle.
Am 8. November bestätigte Saudi-Arabien, dass sie die Grenze überschritten hätten und die Kontrolle über den Jabal al-Dukhan wiedererlangt hätten. Diese Gebirgsregion sollte zum Hauptaustragungsort von Kämpfen zwischen den Saudis und den Huthi im November werden. Beide Seiten behaupteten wiederholt, das Gebiet erobert oder zurückerobert zu haben. Zur selben Zeit begannen jordanische Kommandos die saudischen Truppen zu unterstützen. Die Jordanier hatten bei mehreren Attacken Tote zu verzeichnen.
Nachdem sich der Krieg in den Dezember hineinzog, gab es Berichte, dass marokkanische Spezialeinheiten eingetroffen seien, welche die 2000 Jordanier am Boden unterstützten. Entlang der Grenzen gingen im Dezember die Kämpfe weiter und im Januar berichtete Samira al-Madani als erste Journalistin in der Geschichte Saudi-Arabiens aus dem Kampfgebiet. Sie interviewte auch einige Soldaten und den Prinzen Gazan Mohamed bin Nasser bin Abdul Aziz.

### Friedensverhandlungen
Die jemenitische Regierung führte am 7. Dezember einen Angriff gegen Saʿda. Die Streitkräfte attackierten die verbarrikadierten Festungen in der Stadt und die Regierung erhoffte sich einen Sieg innerhalb von 24 Stunden. Die Kämpfe dauerten jedoch bis nach dem 11. Dezember an und die Rebellen hielten immer noch in den Widerstandsnestern aus. Die Schlacht um die Stadt endete erst nach der Festnahme von 200 Kämpfern nach eineinhalb Wochen. Es hieß, Abdul Malik al-Houthi sei verwundet worden, konnte aber fliehen.
Am 1. Januar 2010 schlug das jemenitische Hohe Sicherheitskommitté eine Feuerpause vor, die jedoch zunächst abgelehnt wurde.
Die Huthi machten am 25. Januar dafür ihr eigenes Waffenstillstandsangebot. Abdul Malek al-Houthi versprach, die Kämpfe einzustellen, um weitere Verluste unter der Zivilbevölkerung zu verhindern und der Rückzug sei als Friedensangebot gedacht. Der saudische General Said al-Ghamdi bestätigte, dass die Houthi das Feuer eingestellt hatten. Prinz Khalid bin Sultan verkündete, dass die Huthi besiegt seien, stellte jedoch kein Ende des saudischen Bombardements in Aussicht.
Am 30. Januar akzeptierten die Huthi das Friedensangebot der jemenitischen Regierung.

### Fortsetzung der Kämpfe
Nach dem Waffenstillstand klagten die Huthi, dass die Saudis ihre Luft- und Raketenangriffe fortsetzten. Die Situation verschlechterte sich, als am 31. Januar die jemenitische Regierung das Waffenstillstandsangebot der Huthi ablehnte. Das Angebot wurde abgelehnt, weil Abdul Malek al-Houthi verlangte, die Regierung solle ihre Militäroperationen zuerst einstellen. Die Regierung setzte die Offensive fort, wobei 12 Houthi getötet wurden.
Anfang Februar attackierten die Regierungstruppen erneut Saʿda. Auch Saudi-Arabien nahm die Luftangriffe wieder auf. Am 5. Februar verurteilte ein jemenitisches Gericht Yayha al-Houthi, den Bruder von Abdul-Malek al-Houthi, zu 15 Jahren Gefängnis. Der jemenitische Parlamentarier wurde aufgrund seiner Beteiligung am Konflikt in Abwesenheit verurteilt.
Am 6. Februar attackierten die Huthi erneut Einheiten der Regierung. In einem Hinterhalt töteten sie 15 Soldaten im Distrikt Wadi al-Jabara und weitere acht Soldaten bei Straßenschlachten in Saʿda. Saudische Luftangriffe zerstörten an diesem Tag vier Zivilgebäude und verwundeten zwei Frauen. Das saudische Militär feuerte 174 Raketen und Mörser auf die Distrikte al-Dhaher, Qamamat, Ghafereh, al-Rammadiat und Shada ab, die von den Rebellen kontrolliert wurden.
Daraufhin brachen wieder Kämpfe im Gouvernement Amran und dem Grenzgebiet von Malahidh aus. Houthi hatten Gräben ausgehoben und Landminen verlegt, womit sie über hundert jemenitische Soldaten belagerten. Die jemenitischen Truppen konnten die Belagerung durchbrechen und sich zurückziehen, verloren dabei aber zehn Soldaten durch Scharfschützen der Huthi.
Die letzten Gefechte ereigneten sich am 11. Februar mit Verlusten von fünf Soldaten und dreizehn Rebellen im Gouvernement Amran. Auch in Saʿda gab es noch Kämpfe, bei denen sieben Soldaten und elf Rebellen getötet wurden. Die Houthi schlugen auch einen Angriff im Distrikt al-Aqab zurück, bei dem eine unbekannte Zahl jemenitischer Soldaten getötet wurde. Währenddessen flogen die Saudis 13 Luftangriffe auf Harf Sufyan, Jouan und Jebel Talan.

### Kämpfe in Saʿda
Während der Kämpfe flohen ca. 20.000 Flüchtlinge in die Provinzhauptstadt. Die Bevölkerungszunahme zwang die Ortsansässigen, ihre Häuser und Vorräte mit Flüchtlingen zu teilen. Straßenschlachten und die ständigen Brüche der Waffenstillstände brachten enorme Belastungen für die Zivilisten, zusätzlich zu heißen Tagen und regnerischen Nächten. Die Mobilfunknetze wurden zu Anfang des Krieges zerstört, wodurch die Kommunikation mit der Außenwelt beinahe gänzlich zusammenbrach. Mitarbeiter des UN-Hilfswerkes wurden gezwungen, die Stadt zu verlassen. Die wenigen, die zurückblieben waren oft eingeschlossen.
Die Militäroperationen der Regierung konzentrierten sich vor allem auf den Nordteil der Altstadt und die Viertel Al-Rout, Al-Shaab, Al-Jarba, Al-Toot und Bab Najran. Das Viertel Bab Najran galt als Unterschlupf der Rebellen und wurde häufig bombardiert. Die Huthi behaupteten, dass die Regierung Bulldozer eingesetzt hätten, um Häuser zu zerstören und Rebellenstützpunkte abzureißen.
Ein Brief eines Mitarbeiters des Islamic Relief bietet eine detaillierte Beschreibung der Situation: Schulen wurden Aufnahmestellen für Flüchtlinge und die Lebensmittelpreise schossen in die Höhe, während Läden und Firmen schlossen. Mörserbeschuss, Heckenschützen und Ausgangssperren machten freie Bewegungen unmöglich. Das Krankenhaus lag im bombardierten Teil der Stadt und so wurden die Hilfsorganisationen in Saʿda die einzige Möglichkeit, Nahrungsmittel, Wasser und Zuflucht zu finden.

### Friedensvertrag
Am 12. Februar akzeptierten die Huthi endlich das Angebot auf einen Waffenstillstand.
Ein jemenitischer General behauptete, die Huthi hätten den Waffenstillstand am 12. Februar gebrochen. Vier Soldaten in zwei Distrikten seien getötet worden, zusätzlich zu einem Versuch, ihn zu ermorden. Die Huthi verweigerten die Verantwortung für diese Attacke. Im Verlauf des Februar wurde klar, dass die Kämpfe aufgehört hatten. Am 25. verließen die Huthi, maskiert und ohne Verfolgung ihre letzten Positionen in Saʿda. Daraufhin rückten jemenitische technische Einheiten ein um Wohnungen zu räumen und Minen und Sprengfallen zu beseitigen. Ein Team der United Nations mit einem Gesandten des UNHCR wurde endlich nach Saʿda und in die umgebenden Flüchtlingscamps im April 2010 durchgelassen.

## Verluste und Schäden

### Kriegstote
Die exakten Daten sind nicht ermittelbar, weil keine der Kriegsparteien Statistiken veröffentlicht hat. Ein Nachrichtenbericht vom 6. Februar 2010 behauptet jedoch, dass die Regierung mindestens 126 Todesfälle zu verzeichnen hat, inklusive 19 Stammeskrieger, 2 Generäle Saʿdas Sicherheitschef und 3 Sicherheitsleute. Die Regierung sprach auch davon, 600 Huthi in den ersten beiden Monaten der Offensive getötet zu haben. Dies kann allerdings nicht verifiziert werden.
Am 23. Januar 2010 veröffentlichte die saudische Regierung neue Zahlen, die von 133 getöteten Soldaten und 6 Vermissten sprachen.

### Flüchtlingskrise
Seit dem Beginn des neuen Konflikts waren Flüchtlingslager im Grenzgebiet von Jemen und Saudi-Arabien eingerichtet worden. Weitere Lager waren über die Provinzen Hajjah, Amran und Al-Jawf verstreut. Hilfsorganisationen nutzten Routen durch Saudi-Arabien, weil die Straßen im Land im Allgemeinen nicht befahrbar waren. Die internationale Rotkreuz- und Rothalbmond-Bewegung und die jemenitische Rothalbmond-Gesellschaft errichteten drei Camps für Opfer interner Vertreibung am Rand und innerhalb der Stadt. Ein viertes Camp musste abgebaut werden und die Flüchtlinge in Sicherheit gebracht werden, als es in das Kreuzfeuer geriet. Schon vor dem Krieg waren etwa 120.000 Personen auf der Flucht aufgrund der vorhergehenden Konflikte.
Das Dorf al-Mazrak im Nordwesten wurde Hauptsammelstelle für Flüchtlinge mit drei Lagern für 23.000 Flüchtlinge und weiteren 70.000 außerhalb des Camps. Die UNICEF wurde zum Hauptträger für die Einrichtung von Unterricht und die Anstellung von Lehrern. Es war auch das einzige Camp, dass während des Krieges für Mitarbeiter der United Nations zugänglich war.

## Internationale Spannungen
Der Konflikt weitete sich im Oktober 2009 international aus, als die Huthi saudische Sicherheitskräfte in der Nähe der Grenze angriffen. Seit Beginn der Operation klagten die Huthi Saudi-Arabien an, die jemenitische Regierung zu unterstützen und Bombardements auszuführen. Zuvor hatte der jemenitische Präsident Ali Abdullah Saleh in Agadir, Marokko Gespräche mit dem saudischen Kronprinzen Sultan ibn Abd al-Aziz und dem jordanischen König Abdullah II. geführt. Saudi-Arabien, Jordanien und Marokko unterstützten später Jemen im Kampf gegen die Huthi. Marokko, das im März dieses Jahres die Beziehungen zum Iran unterbrochen hatte, deutete an, dass Teherans Unterstützung der Huthi die Entscheidung über die Entsendung von Truppen begünstigt hatte.
Etwa zu dieser Zeit berichtete der Jemen auch, dass ein Schiff mit Panzerabwehrwaffen im Roten Meer aufgebracht worden sei, wobei auch fünf iranische Spezialisten gefangen genommen wurden. Verschiedene iranische Quellen antworteten, dass es sich dabei um politisch motivierte Intrigen handle. Das Schiff habe keine Waffen transportiert. In Saana schloss die Regierung ein Krankenhaus, das vom Iran finanziert wurde, und man vermutete, dass Angestellte, darunter auch acht Iraner, die Rebellen unterstützten. Die Regierung begründete zwar, dass die Dienstleistungen aufgrund Verzögerungen in Mietzahlungen geschlossen würden, aber dazu wurde das Gebäude durch Sicherheitskräfte abgeriegelt und Patienten zurückgehalten. Als die Hāddsch im November stattfand, verkündete der iranische Präsident Mahmud Ahmadinedschad, dass "geeignete Maßnahmen" ergriffen würden, sollten iranische Pilger Einschränkungen erfahren.
Am 13. November klagte die iranische Gruppe Society of Seminary Teachers of Qom gegen die jemenitische und saudische Offensive. Zwei Tage später klagte der iranische Sprecher des Parlaments Ali Laridschani die Vereinigten Staaten an, mit der Kampagne der Saudis zu kooperieren. Wenige Tage später verkündete der Iran, dass er Kriegsschiffe in den Golf von Aden entsenden würde, um die Route vor somalischen Piraten zu schützen. Diese Bewegung fiel mit einer Seeblockade der Saudis im Roten Meer zusammen, die Waffenlieferungen aus Tehran und Eritrea an die Huthi verhindern sollte. Drei saudische Kriegsschiffe von der Yanbu-Marinebasis patrouillierten vor dem nördlichen Jemen.